# Caledonia (Wisconsin)
Caledonia es una villa ubicada en el condado de Racine en el estado estadounidense de Wisconsin. En el Censo de 2010 tenía una población de 24.705 habitantes y una densidad poblacional de 195,78 personas por km².

## Geografía
Caledonia se encuentra ubicada en las coordenadas 42°47′52″N 87°52′20″O / 42.79778, -87.87222. Según la Oficina del Censo de los Estados Unidos, Caledonia tiene una superficie total de 126.19 km², de la cual 117.67 km² corresponden a tierra firme y (6.75%) 8.51 km² es agua.

## Demografía
Según el censo de 2010, había 24.705 personas residiendo en Caledonia. La densidad de población era de 195,78 hab./km². De los 24.705 habitantes, Caledonia estaba compuesto por el 91.71% blancos, el 2.78% eran afroamericanos, el 0.37% eran amerindios, el 1.85% eran asiáticos, el 0.02% eran isleños del Pacífico, el 1.49% eran de otras razas y el 1.79% pertenecían a dos o más razas. Del total de la población el 5.27% eran hispanos o latinos de cualquier raza.